# Rezerwat przyrody Starodrzew Szyndzielski
Rezerwat przyrody „Starodrzew Szyndzielski” – rezerwat przyrody położony na terenie gminy Janów w województwie podlaskim. Leży w otulinie Parku Krajobrazowego Puszczy Knyszyńskiej.
- Powierzchnia według aktu powołującego: 79,74 ha[1]
- Rok powstania: 1990
- Rodzaj rezerwatu: leśny[1]
- Cel ochrony: zachowanie fragmentu Puszczy Knyszyńskiej, obejmującego starodrzew typu ciepłolubnego lasu sosnowo-świerkowo-dębowego, charakterystycznego dla północnej części Puszczy Knyszyńskiej, odznaczającego się dużym stopniem naturalności i występowaniem wielu gatunków roślin rzadkich i chronionych[1].